# Куйдусун (река)
Куйдусу́н — река в Оймяконском улусе Якутии, левый приток Индигирки. Длина реки — 247 км (от истока Булакага — 255 км). Площадь водосборного бассейна — 20400 км².
Река вытекает из озера Куйдусунское на северо-восточных склонах хребта Сунтар-Хаята, на границе с Хабаровским краем, на высоте 1374 м над уровнем моря. Течёт преимущественно в северном направлении по горной местности, затем поворачивает на северо-восток на озёрную равнину Яно-Оймяконского нагорья, где протекает в широкой долине, меандрируя и разделяясь на многочисленные рукава; ширина русла тут достигает 100 м. В бассейне большое число озёр. Перед устьем снова поворачивает на север. Впадает в Индигирку по левому берегу на отметке 703 м над уровнем моря, в 1654 км от устья Индигирки, выше впадения в неё реки Кюенте. Ширина перед устьем — 35-50 м при глубине 0,7-0,8 м; скорость течения в низовьях составляет 1,4 м/с. Замерзает в начале октября, вскрывается в конце мая.
На левом берегу, в низовьях, расположены сёла Томтор и Куйдусун. У села Куйдусун в 1979 году был построен автомобильный мост. К 2024 году мост пришёл в аварийное состояние и был реконструирован. Общая длина моста пролетной конструкции составила 298 м.

## Основные притоки
Указаны поименованные притоки длиной 30 км и более.
| Название            | Расстояние от устья | Длина | Положение |
| ------------------- | ------------------- | ----- | --------- |
| Буор-Юрях           | 17                  | 68    | левый     |
| Италкал             | 45                  | 38    | левый     |
| Ан-Алас             | 46                  | 66    | левый     |
| Барыллыалах         | 59                  | 31    | правый    |
| Маннык-Юрях         | 89                  | 94    | правый    |
| Делькю-Куйдусунская | 191                 | 57    | левый     |
| Булакаг             | 215                 | 40    | правый    |

## Данные водного реестра
По данным государственного водного реестра России и геоинформационной системы водохозяйственного районирования территории РФ, подготовленной Федеральным агентством водных ресурсов:
- Бассейновый округ — Ленский
- Речной бассейн — Индигирка
- Речной подбассейн — нет
- Водохозяйственный участок — Индигирка от истока до впадения реки Нера
- Код водного объекта — 18050000112117700037008